# Syrphus sexmaculatus
Syrphus sexmaculatus (лат.) — вид мух-журчалок из подсемейства Syrphinae.

## Внешнее строение
Длина тела имаго 8,9—11,0 мм.
У самцов глаза голые, на лбу сближены, расстояние между ними превышает расстояние между передними и задними глазками. Область головы за глазками сужена. Лицо полностью жёлтое. У близкого вида Syrphus stackelbergi лицо посередине чёрное. Лоб спереди желтоватый, на остальной части чёрно-серый с серебристым налётом. Верхняя поверхность основного членика лапок полностью с оранжево-жёлтыми волосками и щетинками. Лапки и голени передних и средних ног одноцветные жёлтые. Вторая базальная ячейка на крыльях обычно без микротрихий. Третий и четвёртый тергиты брюшка с двумя жёлтыми пятнами, суженными в боковом направлении и не достигающих края. Края тергитов узко жёлтые.
У самок щетинки на верхней поверхности членика лапок оранжево-жёлтые. Ноги полностью жёлтые, кроме задних лапок, которые сверху черноватые. Боковые края тергитов брюшка непрерывно жёлтые. Жёлтые пятна на третьем и четвёртом тергитах брюшка у некоторых особей достигают краев тергитов. Лоб блестящий жёлтый. Самок этого вида невозможно отличить от близкого вида Syrphus stackelbergi.

## Биология
Обитает в лесах, в кустарниково-ерниковой тундре и субальпийских лесах и пустошах в горах. Имаго летают с июня по август, посещают цветки ромашки, лютика; горца живородящего, герани лесной, поповника и одуванчика.

## Распространение
Вид встречается в Северной Европе (Норвегия, Швеция, Финляндия), Нидерландах, Польше, севере Европейской части России, Западной и Восточной Сибири и на Дальнем Востоке (Магаданская область), в Канаде и США (только на Аляске).